# Udina
Udina (en ruso: Удина) es un macizo volcánico situado en el centro de la península de Kamchatka, en la Federación de Rusia. Comprende dos estratovolcanes cónicos: el Bolshaya Udina (2920 m) y el Málaya Udina (1945 m).

## Volcanes
Málaya Udina se asienta en el lado este del complejo. Tiene pequeños domos de lava en sus laderas. Este volcán además se encuentra localizado dentro de los Volcanes de Kamchatka, un lugar protegido como Patrimonio de la Humanidad por UNESCO.
El volcán occidental, de naturaleza andesítica, llamado Bolshaya Udina, tiene un prominente domo de lava en su ladera suroeste. El Udina, considerado extinto desde hace mucho, mostró signos de movimientos sísmicos y fue reclasificado como activo en 2019.

## Vista

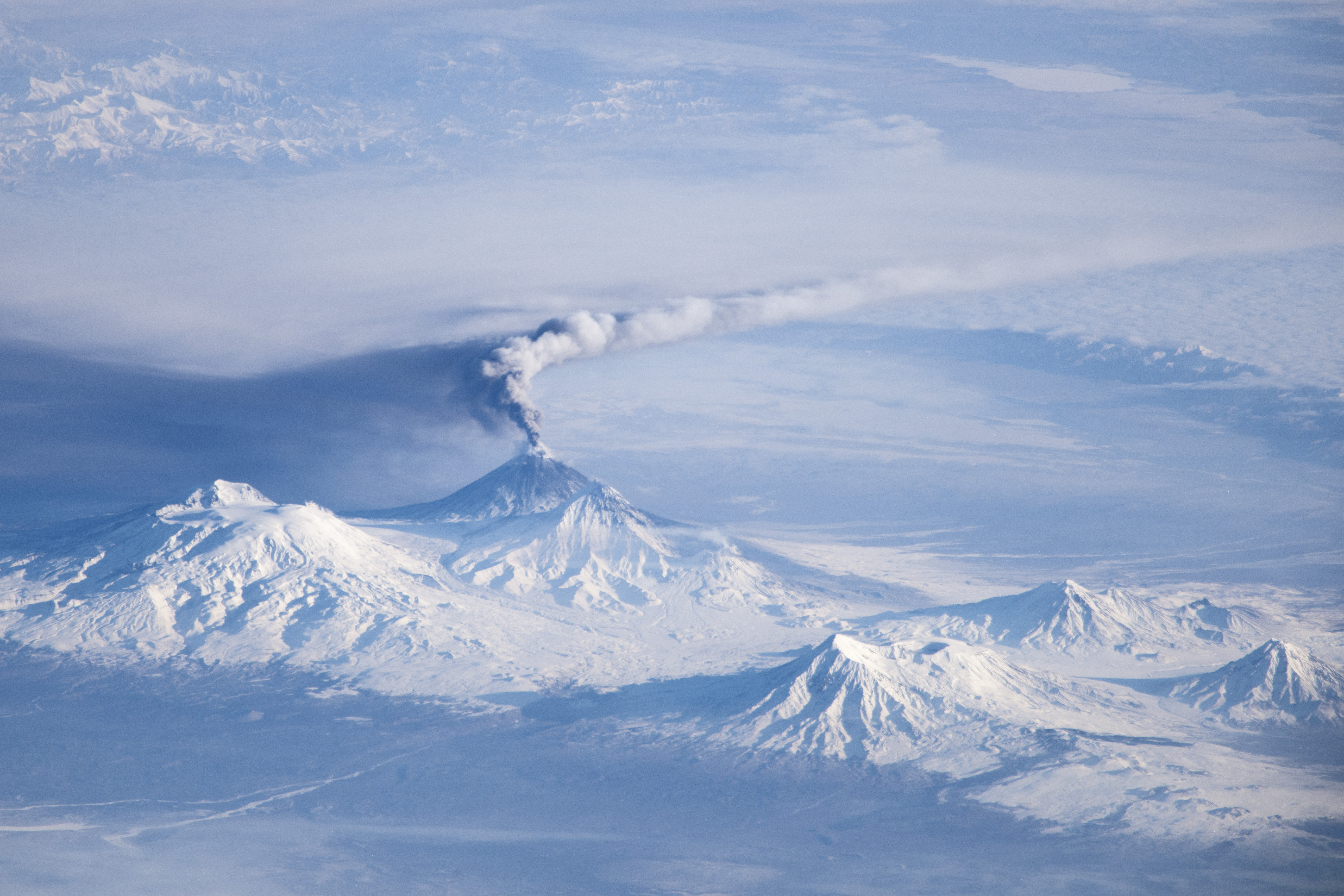
La vista incluye el Ushkovsky, Tolbáchik, Bezymianny, Zimina, y Udina. Fotografía oblicua tomada desde la ISS el 16 de noviembre de 2013.